# Куварзин, Анатолий Иванович
Анатолий Иванович Куварзин (1912, Ярославская губерния — 1989, Одесса) — советский государственный  деятель, генерал-майор госбезопасности.

## Биография
Родился в 1912 году в деревне Пономарево Ярославской губернии. Член КПСС с 1939 года.
Трудовую деятельность начал рабочим  в 1930 году. Затем в 1932  — 1938 годах был на журналистской, комсомольской работе в Мурманской области: ответственный секретарь, заведующий редакцией газеты «Кировский рабочий», заведующий промышленным отделом редакции газеты «Полярная правда», заведующий отделом политической учебы горкома, окружкома  ВЛКСМ, 
С 1938 года служил в органах НКВД — НКГБ — МГБ — МВД — КГБ: до  1945 года в Мурманской области, в т. ч. заместителем начальника УНКГБ Мурманской области, затем заместителем начальника УНКГБ Куйбышевской области по кадрам, заместителем начальника отделения охраны МГБ Севеверного морского бассейна, заместителем начальника отделения охраны МГБ Северо-Черноморского бассейна, начальником отделения охраны МГБ/МВД Северо-Черноморского бассейна, начальником ОКГБ Северо-Черноморского бассейна. 
В 1954 —1971 годах был начальником Управления КГБ по Одесской области. 
В январе 1957 года присвоено специальное звание генерал-майора.
Избирался делегатом XXIII съезда КПСС.
Будучи на пенсии, занимался литературной деятельностью.
Умер в Одессе в 1989 году. Похоронен на 2-м христианском кладбище (уч. 98)  .

## Награды
- Ордена Красного Знамени,Отечественной войны 1 ст., Красной Звезды, "Знак Почета" (два).
- Медали "За оборону Советского Заполярья", "За победу над Германией в Великой Отечественной войне 1941 - 1945 гг.",  "В ознаменование 100-летия со дня рождения Владимира Ильича Ленина",  "За безупречную службу" и другие.

## Работы
- Дорогами нескончаемых битв/ А. И. Куварзин. – К.: Политиздат, 1982. – 158 с.